# کاستورانو
کاستورانو (به ایتالیایی: Castorano) یک کومونه در ایتالیا است که در استان اسکولی پیچنو واقع شده‌است.

## خصوصیات
کاستورانو ۱۴٫۱ کیلومترمربع مساحت و ۲٬۱۵۷ نفر جمعیت دارد.

## خواهرخوانده
شهرهای Gmina Dobrcz و Noisy-sur-École خواهرخوانده‌های کاستورانو هستند.